# David Mark Berger
David Mark Berger (Cleveland, 24 de maio de 1944 – Fürstenfeldbruck,  6 de setembro de 1972) foi um levantador de peso olímpico americano e israelense e um dos onze atletas olímpicos israelenses feitos reféns e mortos pelo grupo palestino Setembro Negro durante o massacre de Munique nos Jogos Olímpicos de Verão de 1972. Nascido e criado nos Estados Unidos, Berger era advogado por formação e emigrou para Israel após participar dos Jogos da Macabeia de 1969.

## Juventude e sucesso atlético
David Mark Berger nasceu em Cleveland, Ohio, em 24 de maio de 1944. Sua mãe era Dorothy Berger, (nascida Davidson), e seu pai era Benjamin Berger, que era um médico conhecido. Berger se formou na Shaker Heights High School em 1962. Ele freqüentou a Tulane University em New Orleans de 1962 a 1966, onde foi aluno de honra. Enquanto estudava em Tulane, ele continuou o treinamento de levantamento de peso no New Orleans Athletic Club. Como amador em Tulane, ele ganhou o título de levantamento de peso da NCAA na classe de 148 libras. Berger se formou em psicologia em Tulane em 1966. Ele passou a se inscrever em um programa combinado de MBA e direito na Columbia University em Nova York, onde se formou em 1969. Enquanto trabalhava para se formar, Berger continuou a devotar tempo ao levantamento de peso, treinando no McBurney YMCA em Midtown Manhattan. Durante sua estada em Nova York, Berger competiu na divisão dos médios. Em 1968, competindo como peso médio, ele terminou em quarto lugar nas seletivas olímpicas dos Estados Unidos. Seu pai, Benjamin, disse certa vez: "Eu costumava dizer a ele 'Você pode não ser o melhor levantador de peso do mundo, mas certamente é o mais inteligente!'"
Depois de ganhar uma medalha de ouro no concurso de levantamento de peso dos médios nos Jogos Maccabiah de 1969, Berger emigrou para Israel com a intenção de abrir um escritório de advocacia em Tel Aviv após completar o serviço militar obrigatório. Berger continuou competindo no levantamento de peso, mas subiu em peso corporal para a classe leve. Ele ganhou a medalha de prata no Campeonato Asiático de Halterofilismo de 1971 e realizou um sonho de longa data quando foi escolhido para representar Israel como membro da equipe olímpica israelense de 1972. No final de agosto daquele ano, Berger voou para Munique com seus companheiros de equipe. Em 2 de setembro de 1972, Berger competiu, mas foi eliminado na primeira rodada. Ele morreu no massacre de Munique quatro dias depois, quando terroristas palestinos invadiram a vila olímpica e mantiveram a equipe israelense como refém.

## Morte
Na madrugada de 5 de setembro de 1972, terroristas palestinos fizeram Berger e seus cinco companheiros de quarto como reféns, depois de terem prendido seis oficiais em outro apartamento e ferido o treinador de luta livre Moshe Weinberg no rosto. Enquanto os atletas eram transferidos para o primeiro apartamento, Weinberg lutou contra os intrusos, permitindo que o lutador peso mosca Gad Tsobari escapasse, mas resultando na morte de Weinberg por tiros. Quando os reféns e terroristas restantes entraram no apartamento dos oficiais, o levantador de peso Yossef Romano também tentou dominar os invasores. Romano foi cortado quase ao meio por um tiro automático (seu cadáver foi deixado o dia todo aos pés dos reféns, que foram amarrados a camas), e Berger foi baleado no ombro esquerdo, um ferimento visto por oficiais alemães no final do dia. Acredita-se que Berger, sendo fisicamente um dos maiores reféns, também foi espancado para intimidar os demais reféns.
Após negociações que duraram o dia todo, os terroristas e seus reféns amarrados foram transferidos da Vila Olímpica por helicóptero para a base aérea de Fürstenfeldbruck, fora de Munique, onde os terroristas acreditavam que seriam transportados para uma nação árabe amiga. Em vez disso, os guardas de fronteira alemães e a polícia de Munique tentaram emboscar os terroristas e libertar os reféns. Após um tiroteio de duas horas, um dos terroristas ligou o helicóptero em que Berger estava sentado e disparou sobre ele com tiros de metralhadora. Os outros três reféns no helicóptero morreram instantaneamente, mas de alguma forma Berger só recebeu dois ferimentos não letais nas pernas. No entanto, o terrorista detonou uma granada de mão dentro do helicóptero, causando uma grande explosão e incêndio. Uma autópsia descobriu que Berger morrera por inalação de fumaça. Os cinco reféns no outro helicóptero foram mortos a tiros por outro terrorista.
Enquanto os outros 10 atletas olímpicos israelenses foram transportados e enterrados em Israel, o corpo de David Berger foi devolvido aos Estados Unidos em um jato da Força Aérea pessoalmente encomendado pelo presidente Richard Nixon. Berger está enterrado no cemitério Mayfield em sua cidade natal, Cleveland.